# Let It Rock (Chuck Berry)
Let It Rock è una brano musicale rock and roll di Chuck Berry, pubblicato nel 1960 su singolo (lato B: Too Pooped to Pop), e incluso nell'album Rockin' at the Hops dello stesso anno.
Il 45 giri raggiunse la posizione numero 64 nella classifica statunitense Billboard Hot 100. Nel 1963, la canzone venne pubblicata come singolo anche in Gran Bretagna dove raggiunse la sesta posizione.
Originariamente la composizione del brano era accreditata a Edward Anderson; il nome completo di Chuck Berry è infatti "Charles Edward Anderson Berry".

## Il brano
La canzone parla di lavorare su una ferrovia mentre un treno si dirige verso i lavoratori. Il riff di chitarra d'apertura, la struttura degli accordi e la melodia delle strofe, ricordano il mega successo del 1958 di Berry, Johnny B. Goode, canzone che menziona anch'essa i treni.

## Cover
Il brano è stato reinterpretato da numerosi artisti, tra i quali The Connection, Grateful Dead, Rockpile, Rolling Stones, Motörhead, Jerry Garcia, Hasil Adkins, Skyhooks, Yardbirds, Widespread Panic, MC5, Bob Seger, The Stray Cats, George Thorogood, The Head Cat, Shadows of Knight, John Oates, Georgia Satellites, Jeff Lynne, Johnny Rivers, e The Refreshments.
The Rolling Stones
La versione di Let it Rock degli Stones (registrata dal vivo a Leeds nel 1971) venne pubblicata come B-side del singolo Brown Sugar (1971) solamente in Gran Bretagna, e fu inclusa nella versione distribuita in Spagna dell'album Sticky Fingers (al posto della censurata Sister Morphine). Nel 1972 Let it Rock fu pubblicata su singolo anche in Germania, con lato B Blow with Ry, canzone estratta dall'album Jamming with Edward! del 1972.